# 西日本美術展
西日本美術展（にしにほんびじゅつてん、1968-2007）は西日本地区の新人画家の登竜門といわれる洋画の公募展。

## 概要
1968年に西日本新聞創刊90周年を記念して設けられ、九州・沖縄・山口各県在住者を対象に新人の発掘と育成を目的に開催。第40回展（2007年）をもって青木繁記念大賞公募展と統合し、 青木繁記念大賞西日本美術展として2009年、新たにスタートした。

## 歴代大賞者
- 第1回 (1968年) - 山本文彦『空の見える部屋B』
- 第2回 (1969年) - 田中睦子『村』
- 第3回 (1970年) - 浜田宏『視覚の映像B』
- 第4回 (1971年) - 木戸征郎『崩れる』
- 第5回 (1972年) - 北原悌二郎『柳川の民家』
- 第6回 (1973年) - 生田義広『青い部屋』
- 第7回 (1974年) - 大森キミ子『ACCIDENT(Ⅰ)、(Ⅱ)連作』
- 第8回 (1975年) - 船本寛『無言歌』
- 第9回 (1976年) - 屋並哲男『「女のシリーズ」より　赤い椅子』
- 第10回 (1977年) - 仙頭利通『動くコンポジションⅠ浮遊、Ⅱ浮遊　連作』
- 第11回 (1978年) - 滝口文吾『営みの仮面、塚　連作』
- 第12回 (1979年) - 結城靖夫『奏紋』
- 第13回 (1980年) - 宮之原光一郎『焼却炉』
- 第14回 (1981年) - 宮崎大治郎『思念(A)』
- 第15回 (1982年) - 鳥飼寿徳『木馬「A」』
- 第16回 (1983年) - 永渕純一『化石A』
- 第17回 (1984年) - 弥富節子『シャッフルⅡ』
- 第18回 (1985年) - 濱田隆志『タラゴナの思い出B(スペイン)』
- 第19回 (1986年) - 藤本徹雄『失音のモニュメント(Ⅰ)(Ⅱ)(Ⅲ)　連作』
- 第20回 (1987年) - 平井順枝『西の旅から』
- 第21回 (1988年) - 松永一夫『宝島へ行くにはどういったらいいのでしょうか』
- 第22回 (1989年) - 小田善郎『漂う(№4)』
- 第23回 (1990年) - 下平武敏『旅芸人の唄』
- 第24回 (1991年) - 宮永叶子『逃避A』
- 第25回 (1992年) - 池末満『片隅の風景』
- 第26回 (1993年) - 上田貞子『Face B』
- 第27回 (1994年) - 園田ゆかり『これから　94-2』
- 第28回 (1995年) - 大沢奨『構築と破壊のむこう』
- 第29回 (1996年) - 山崎哲一郎『地質時代(進化の証跡)』
- 第30回 (1997年) - 長谷部惟光『道のある風景』
- 第31回 (1998年) - 冨永真理子『作品’98-5』
- 第32回 (1999年) - 向坂万基子『饒舌なテーブル』
- 第33回 (2000年) - 稲毛健蔵『地動説』
- 第34回 (2001年) - 重村幹夫『変容-祭壇』
- 第35回 (2002年) - 松永潤二『未完の日』
- 第36回 (2003年) - 川添千鶴子『街の一隅』
- 第37回 (2004年) - 上田千年『赤い天使』
- 第38回 (2005年) - 藤永郁子『菜』
- 第39回 (2006年) - 小林孝夫『浜辺の詩・番』
- 第40回 (2007年) - 木寺渡『荒草の詩』

## 過去の審査員
- 香月泰男
- 田崎広助
- 野口弥太郎
- 河北倫明
- 岸田勉
- 中村琢二
- 山口長男
- 田村孝之介
- 嘉門安雄
- 福沢一郎
- 土方定一
- 糸園和三郎
- 宇治山哲平
- 坂本善三
- 牛島憲之
- 伊藤研之
- 東郷青児
- 嘉門安雄
- 井手宣通
- 野見山暁治
- 寺田竹雄
- 青木寿
- 山本文彦
- 益田義信
- 藤田吉香
- 副島三喜雄
- 平野遼
- 織田廣喜
- 谷口鉄雄
- 大津英敏
- 増田洋
- 富山秀男
- 陰里鉄郎
- 高階秀爾
- 山本貞
- 中山忠彦